# Hearst Television
Pour les articles homonymes, voir Scripps.
Hearst Television (anciennement Hearst-Argyle Television) est une entreprise américaine de média fondée en 1997 par fusion de  Hearst Broadcasting et Argyle Television Holdings II. La société possède 32 stations de télévisions.

## Télévision
| Ville de licence / Zone                                                                               | Station                       | TAT / TNT | Détenue depuis | Affiliation                         |
| --- | ----------------------------- | --------- | -------------- | ----------------------------------- |
| Birmingham (Alabama) - Tuscaloosa (Alabama) - Anniston                                                | WVTM-TV                       | 13 (13)   | 2014           | NBC                                 |
| Fort Smith (Arkansas) - Fayetteville (Arkansas) - Rogers (Arkansas)                                   | KHBS                          | 40 (21)   | 1996           | ABC The CW (DT2)                    |
| Fort Smith (Arkansas) - Fayetteville (Arkansas) - Rogers (Arkansas)                                   | KHOG-TV (satellite de KHBS)   | 29 (15)   | 1996           | ABC The CW (DT2)                    |
| Sacramento - Stockton (Californie) - Modesto                                                          | KCRA-TV                       | 3 (35)    | 1999           | NBC                                 |
| Sacramento - Stockton (Californie) - Modesto                                                          | KQCA                          | 58 (46)   | 2000           | MyNetworkTV                         |
| Salinas (Californie) - Monterey (Californie) - Santa Cruz (Californie)                                | KSBW                          | 8 (8)     | 1998           | NBC ABC (DT2)                       |
| Daytona Beach - Orlando (Floride) - Clermont (Floride)                                                | WESH ¤¤                       | 2 (11)    | 1999           | NBC                                 |
| Daytona Beach - Orlando (Floride) - Clermont (Floride)                                                | WKCF                          | 18 (17)   | 2006           | The CW                              |
| Lakeland (Floride) - Tampa - St. Petersburg                                                           | WMOR-TV                       | 32 (19)   | 1996           | Independent station (North America) |
| Tequesta (Floride) - West Palm Beach                                                                  | WPBF                          | 25 (16)   | 1997           | ABC                                 |
| Savannah (Géorgie)                                                                                    | WJCL                          | 22 (22)   | 2014           | ABC                                 |
| Des Moines (Iowa)                                                                                     | KCCI ¤¤                       | 8 (8)     | 1999           | CBS                                 |
| Louisville                                                                                            | WLKY-TV ¤¤                    | 32 (26)   | 1999           | CBS                                 |
| La Nouvelle-Orléans                                                                                   | WDSU                          | 6 (43)    | 1999           | NBC                                 |
| Poland (Maine) - Portland (Maine)                                                                     | WMTW-TV                       | 8 (8)     | 2004           | ABC                                 |
| Baltimore                                                                                             | WBAL-TV **                    | 11 (11)   | 1948           | NBC                                 |
| Boston                                                                                                | WCVB-TV                       | 5 (20)    | 1986           | ABC                                 |
| Jackson (Mississippi)                                                                                 | WAPT-TV                       | 16 (21)   | 1995           | ABC                                 |
| Kansas City (Missouri)                                                                                | KMBC-TV                       | 9 (29)    | 1982           | ABC                                 |
| Kansas City (Missouri)                                                                                | KCWE                          | 29 (31)   | 2006 1         | The CW                              |
| Omaha (Nebraska)                                                                                      | KETV                          | 7 (20)    | 1999           | ABC                                 |
| Manchester (New Hampshire)                                                                            | WMUR-TV                       | 9 (9)     | 2001           | ABC                                 |
| Albuquerque - Santa Fe (Nouveau-Mexique)                                                              | KOAT-TV ¤¤                    | 7 (7)     | 1999           | ABC                                 |
| Plattsburgh - Burlington (Vermont)                                                                    | WPTZ                          | 5 (14)    | 1998           | NBC The CW (DT2)                    |
| Winston-Salem - Greensboro - High Point (Caroline du Nord)                                            | WXII ¤¤                       | 12 (31)   | 1999           | NBC                                 |
| Cincinnati                                                                                            | WLWT                          | 5 (35)    | 1997           | NBC                                 |
| Oklahoma City                                                                                         | KOCO-TV                       | 5 (7)     | 1997           | ABC                                 |
| Lancaster (Pennsylvanie) - Harrisburg - York (Pennsylvanie) - Lebanon (Pennsylvanie)                  | WGAL ¤¤                       | 8 (8)     | 1999           | NBC                                 |
| Pittsburgh                                                                                            | WTAE-TV **                    | 4 (51)    | 1958           | ABC                                 |
| Greenville (Caroline du Sud) - Spartanburg (Caroline du Sud) - Asheville - Anderson (Caroline du Sud) | WYFF                          | 4 (36)    | 1999           | NBC                                 |
| Hartford (Vermont) - Hanover (New Hampshire)                                                          | WNNE (semi-satellite de WPTZ) | 31 (25)   | 1998           | NBC                                 |
| Milwaukee                                                                                             | WISN-TV                       | 12 (34)   | 1955           | ABC                                 |